# Nebrowo Małe
Nebrowo Małe – wieś w Polsce położona w województwie pomorskim, w powiecie kwidzyńskim, w gminie Sadlinki.
W latach 1975–1998 miejscowość administracyjnie należała do województwa elbląskiego.